# Stephen Hughes
Stephen Skipsey Hughes (født 19. august 1952) er siden 1984 britisk medlem af Europa-Parlamentet, valgt for Labour Party (indgår i parlamentsgruppen S&D).